# Бородачова Олена Георгіївна
Олена Георгіївна Бородачова (уродж. Швець; нар. 9 січня 1978) — українська настільна тенісистка. Переможниця та призерка чемпіонатів України, майстер спорту України.

## Життєпис
Народилась 9 січня 1978 року у місті Дніпро. Настільним тенісом почала займатись в 8 років у тренера Коркіна С.Ж.
Неоднократна переможниця та призерка кадетських та юнацьких першостей України. Майстер спорту України (1992).
У 1995 року на юніорському чемпіонаті Європи у Гаазі здобуває срібло у парі (разом з Вікторією Павлович).
В 1996 році у Братиславі у складі збірної (Ковтун Олена, Кравченко Марина, Швець Олена, Курсакова Ганна) здобуває 7 місце на першості Європи.
На чемпіонаті України у Ужгороді в 1997 році Олена разом з Валентиною Чан перемагає у парному розряді. Також двічі була срібною призеркою: в 2002 в жіночому парному розряді (з Біленко Тетяною) і в 2003 з Банніковим Юрієм в змішаному парному розряді.
В 2002 року у Загребі у складі збірної (Ковтун, Біленко, Швець, Ткачова) посіла 17 місце на першості Європи. У 2004 році виступала у складі збірної України (Швець, Кольцова) на командній першості світу та посіла 15 місце.
Виступала за такі клуби: «Сталь-ШВСМ» Алчевськ, «Техноцентр» Рогатин, «ІСД» Алчевськ.
З народженням доньки у 2005 році закінчила виступи.